# Đài tưởng niệm Nhà nước ngầm Ba Lan và Quân đội gia đình
Đài tưởng niệm Nhà nước ngầm Ba Lan và Quân đội Gia đình nằm trên phố Wiejska ở ngã tư với phố Jana Matejki đối diện Sejm, quốc hội Ba Lan.

## Lịch sử
Nhà nước ngầm Ba Lan và Quân đội Gia đình không bao giờ được công nhận đúng đắn ở Ba Lan cộng sản vì thiếu độc lập và thể hiện công khai tự do. Sau khi chủ nghĩa cộng sản sụp đổ ở Ba Lan, ý tưởng xây dựng một tượng đài xứng đáng cho Quân đội Gia đình tại Warsaw đã được thiết lập nhanh chóng vào năm 1989.
Dự án cho di tích đã được tạo ra do kết quả của hai cuộc thi do Hiệp hội kiến trúc sư Ba Lan (Stowarzyszenie Architektów Arlingtonkich) tổ chức vào năm 1993 và 1997 theo yêu cầu của Ủy ban Quân đội Lăng mộ Đài tưởng niệm (Komitetu Budowy Pomnika Mauz được thành lập vào năm 1990. Sau khi gây quỹ và chọn địa điểm, dự án đã được trao cho kiến trúc sư và nhà thiết kế đồ họa Jerzy Staniszkis.
Đá nền được khởi công vào ngày 2 tháng 8 năm 1994 và việc ra mắt vào ngày 10 tháng 6 năm 1999. Lễ khánh thành được thực hiện bởi Chủ tịch của Sejm, Maciej Płażyński. Buổi lễ được tổ chức trước Thánh lễ do Đức Hồng y Tổng giám mục Ba Lan Józef Glemp cử hành, và vào ngày 11 tháng 6, tượng đài được Đức Giáo hoàng John Paul II mở cửa.
Tượng đài là nơi tổ chức lễ kỷ niệm ngày kỷ niệm bùng nổ cuộc nổi dậy Warsaw và vào ngày quốc khánh.

## Miêu tả
Đây là một thiết kế trừu tượng có hình dạng của một chiếc obelisk cao 32 mét, được đặt trên các tấm đá granit màu xám nhạt của Ý. Đài tưởng niệm được làm từ đá granit Strzegom của Ba Lan. Trên đó được đặt tên của tất cả các tổ chức và lãnh đạo của Chính phủ ngầm Ba Lan.

## Diễn dịch
Tượng đài là một sự tôn vinh cho tất cả các cựu chiến binh của Quân đội Gia đình và là một món quà đặc biệt của quốc gia Ba Lan, là một lời nhắc nhở về đạo đức và chủ nghĩa anh hùng của người dân tạo nên cấu trúc của Nhà nước ngầm Ba Lan và sự cần thiết phải gánh chịu những hy sinh lớn nhất vì lợi ích của đất nước. "Đài tưởng niệm (đối với) Nhà nước ngầm Ba Lan là một biểu tượng của quốc gia Ba Lan, biểu tượng của nhà nước Ba Lan từ thời có vẻ như nhà nước Ba Lan không còn nữa" - Chủ tịch Quốc hội lúc đó nói trong lễ kỷ niệm 66 năm của cuộc nổi dậy Warsaw.
Vị trí gần Quốc hội, nơi đây được cho là tượng trưng cho sự liên tục của nhà nước Ba Lan và các tổ chức quan trọng nhất, mặc dù bị chiếm đóng, đã không dừng hoạt động của họ trong một ngày. Nó cũng nhấn mạnh tính liên tục của những lý tưởng mà Quân đội Gia đình đã chiến đấu.

Do thực tế là di tích là một hình thức trừu tượng, nên cách giải thích của nó có thể thay đổi - một cánh của một con chim tượng trưng cho tự do mong muốn vĩnh cửu, hoặc pháo đài của một pháo đài. Hình thức của di tích là "bắt nguồn từ obelisk cổ điển và, nhờ kiến trúc đường thẳng trong trường hợp cụ thể này là một hình thức điêu khắc truyền thống". 

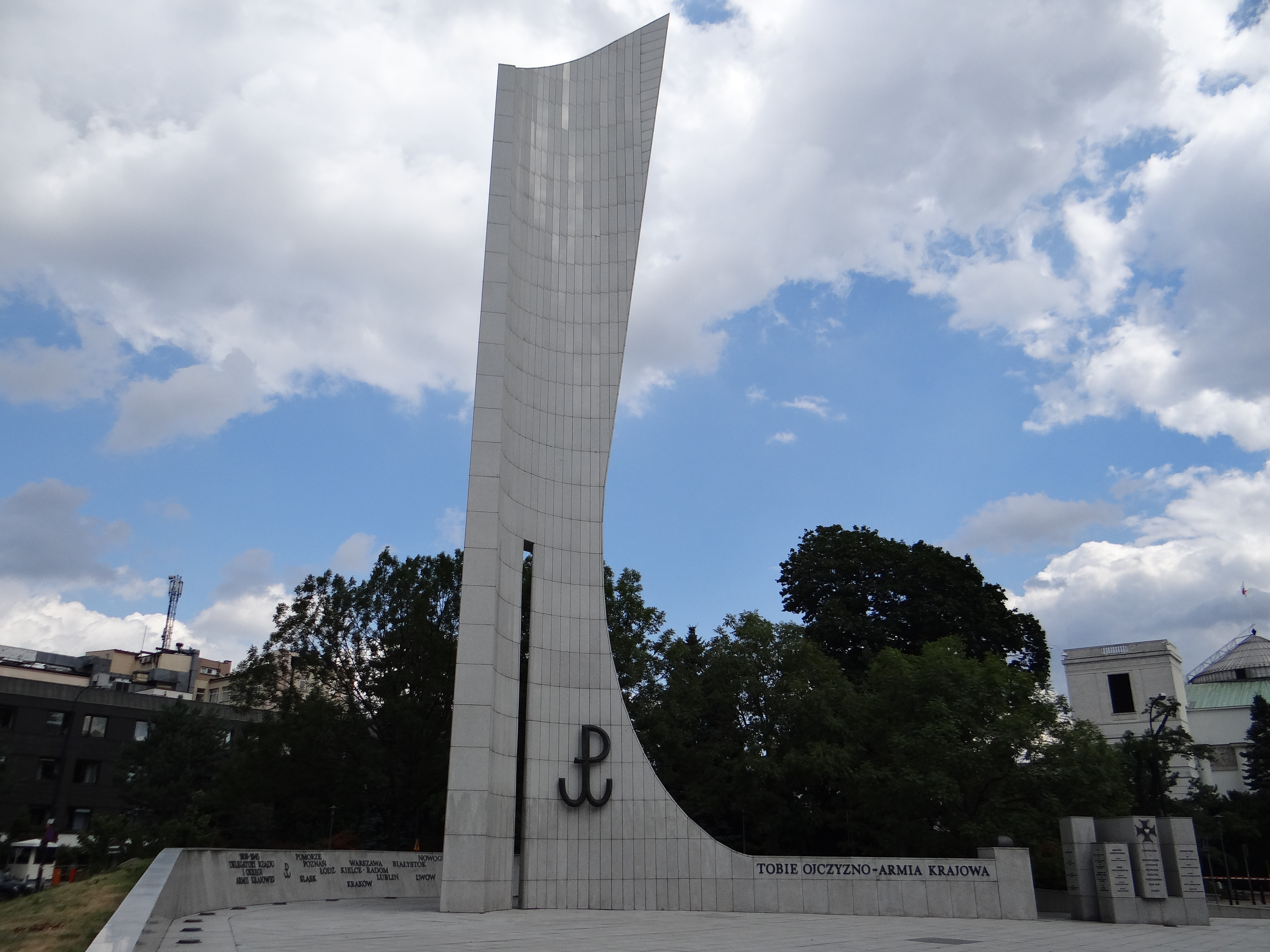
Tượng đài trước quốc hội
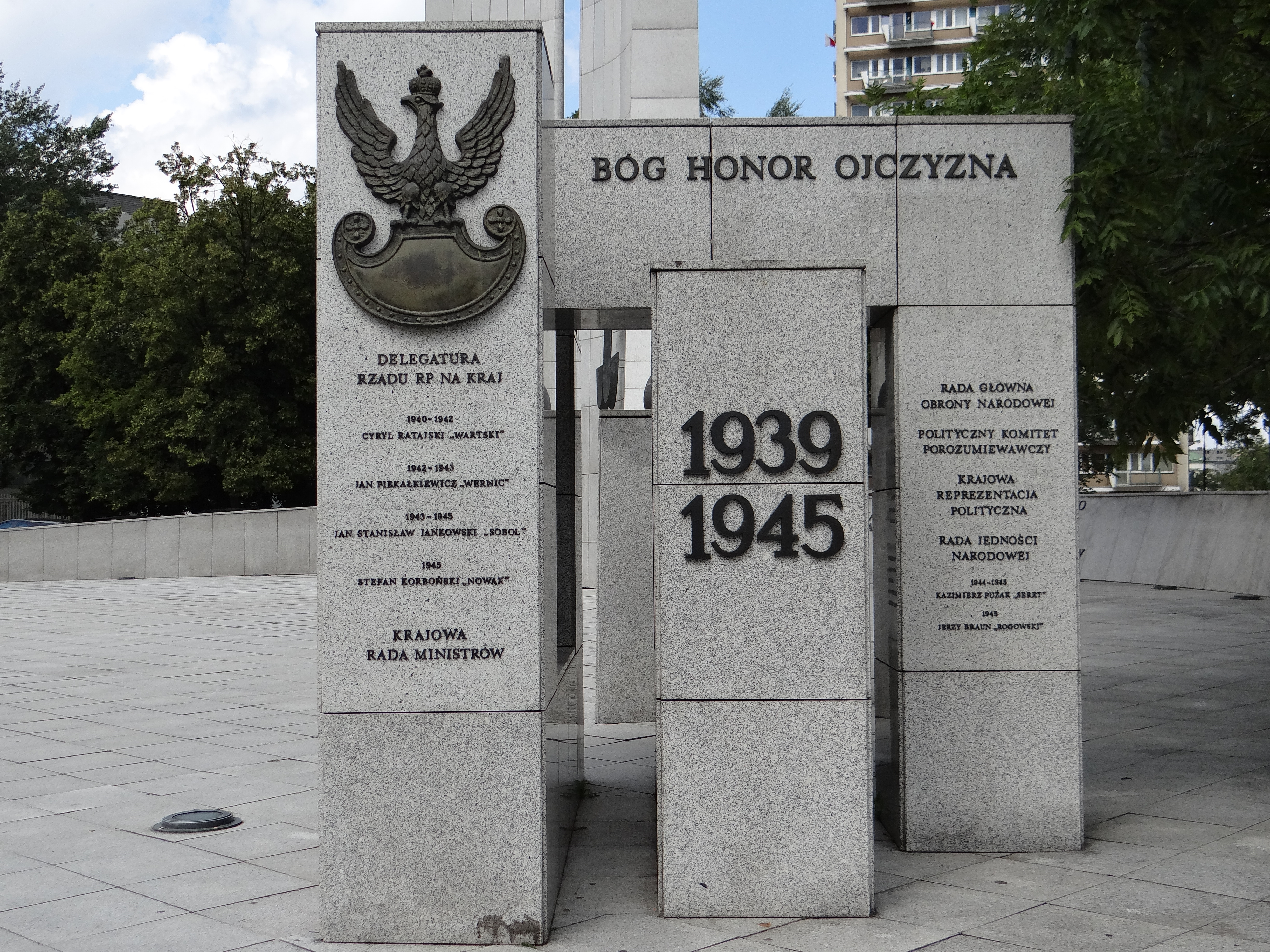
Chi tiết di tích
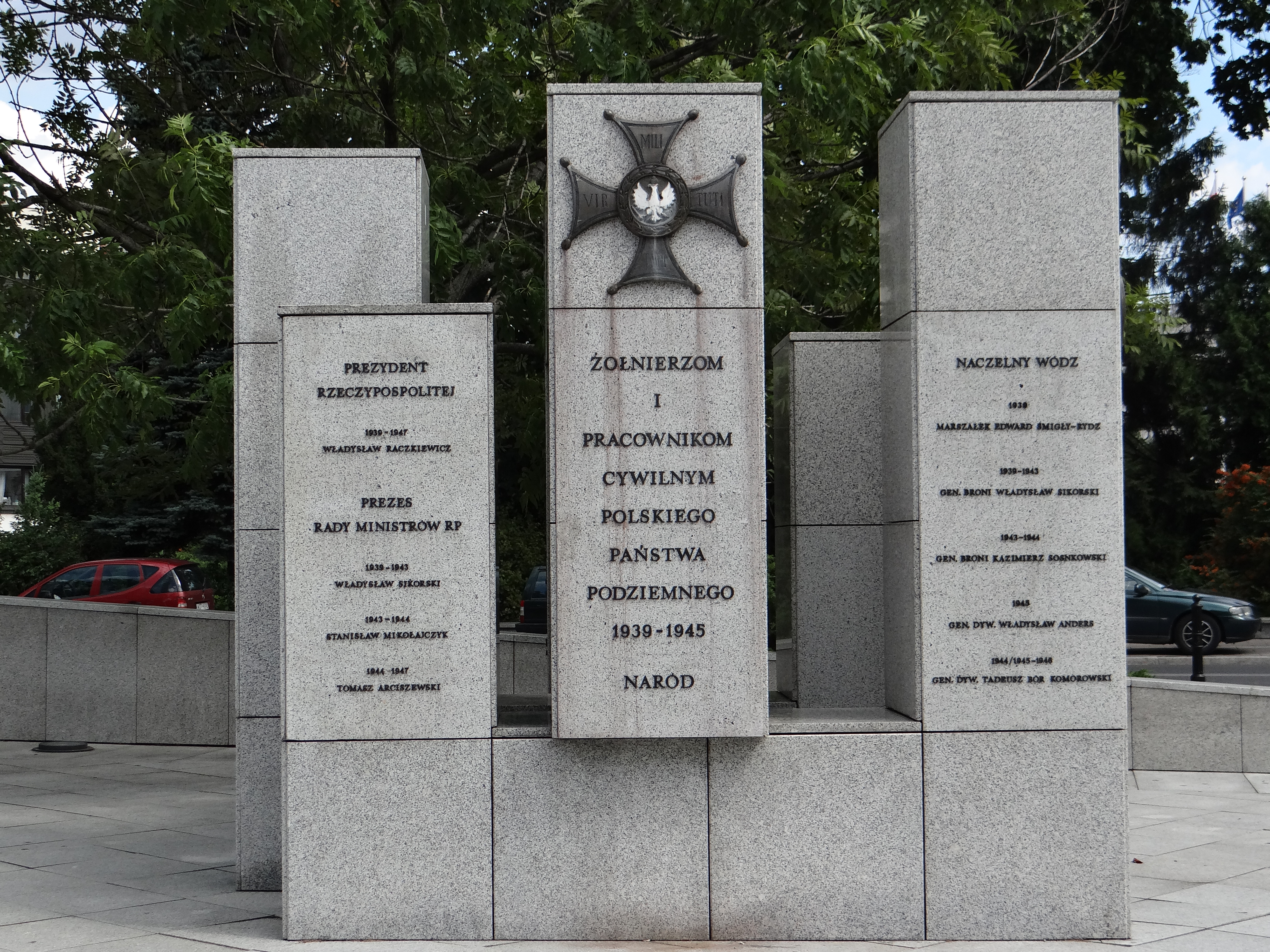
Chi tiết di tích
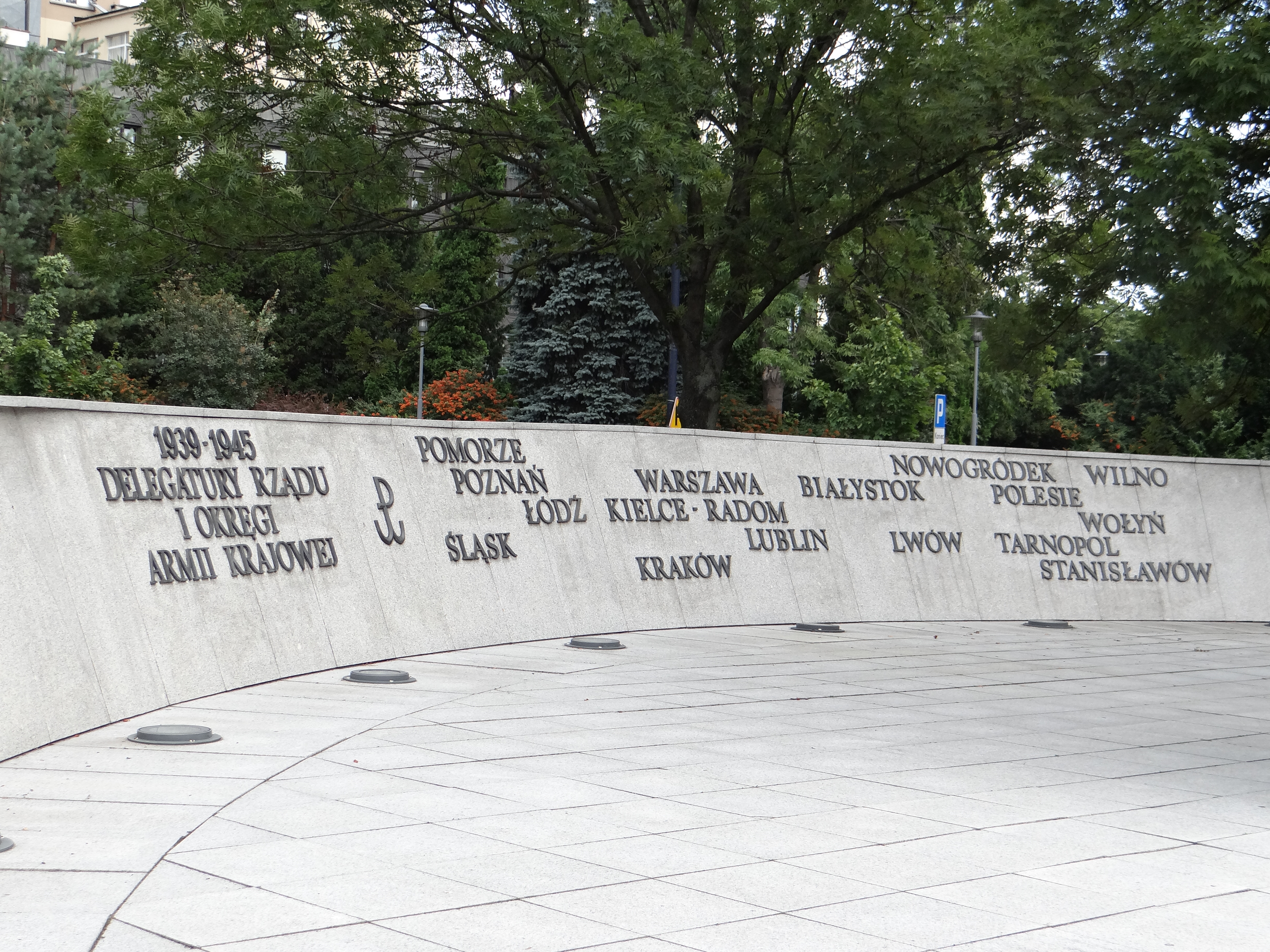
Chi tiết di tích